# Futbol Club Barcelona 2020-2021 (femminile)
Questa voce raccoglie le informazioni riguardanti il Futbol Club Barcelona nelle competizioni ufficiali della stagione 2020-2021.

## Maglie e sponsor
|  | Casa | Trasferta | Terza divisa |

## Rosa
Rosa, ruoli e numeri di maglia come da sito ufficiale e sito UEFA.com, aggiornati al 21 agosto 2020.
| N. |                    | Ruolo | Calciatrice           |
| -- | ------------------ | ----- | --------------------- |
| 1  | Spagna (bandiera)  | P     | Sandra Paños          |
| 4  | Spagna (bandiera)  | D     | María León            |
| 5  | Spagna (bandiera)  | D     | Melanie Serrano Pérez |
| 6  | Spagna (bandiera)  | C     | Victoria Losada       |
| 7  | Spagna (bandiera)  | A     | Jennifer Hermoso      |
| 8  | Spagna (bandiera)  | D     | Marta Torrejón        |
| 9  | Spagna (bandiera)  | A     | Mariona Caldentey     |
| 10 | Francia (bandiera) | C     | Kheira Hamraoui       |
| 11 | Spagna (bandiera)  | C     | Alexia Putellas       |
| 12 | Spagna (bandiera)  | C     | Patricia Guijarro     |
| 13 | Spagna (bandiera)  | P     | Catalina Coll         |
| 14 | Spagna (bandiera)  | C     | Aitana Bonmatí        |
| 15 | Spagna (bandiera)  | D     | Leila Ouahabi         |

| N. |                        | Ruolo | Calciatrice            |
| -- | ---------------------- | ----- | ---------------------- |
| 16 | Norvegia (bandiera)    | A     | Caroline Graham Hansen |
| 17 | Spagna (bandiera)      | D     | Andrea Pereira         |
| 18 | Svizzera (bandiera)    | D     | Ana-Maria Crnogorčević |
| 20 | Nigeria (bandiera)     | A     | Asisat Oshoala         |
| 21 | Spagna (bandiera)      | A     | Andrea Falcón          |
| 22 | Paesi Bassi (bandiera) | A     | Lieke Martens          |
| 23 | Spagna (bandiera)      | A     | Giovana Queiroz        |
| 25 | Spagna (bandiera)      | P     | Gemma Font             |
| 26 | Spagna (bandiera)      | D     | Laia Codina            |
| 27 | Spagna (bandiera)      | D     | Jana Fernández         |
| 28 | Spagna (bandiera)      | A     | Bruna Vilamala         |
| 33 | Spagna (bandiera)      | A     | Sara Ismael Salgueda   |

## Calciomercato

### Sessione estiva
| Acquisti         | Acquisti        | Acquisti     | Acquisti                  |
| R.               | Nome            | da           | Modalità                  |
| ---------------- | --------------- | ------------ | ------------------------- |
| P                | Catalina Coll   | Siviglia     | fine prestito             |
| D                | Jana Fernández  | Barcellona B | promossa in prima squadra |
| A                | Giovana Queiroz | Madrid CFF   | definitivo                |
| A                | Bruna Vilamala  | Barcellona B | promossa in prima squadra |
| Altre operazioni |                 |              |                           |
| R.               | Nome            | da           | Modalità                  |
|                  |                 |              |                           |

| Cessioni         | Cessioni               | Cessioni | Cessioni   |
| R.               | Nome                   | a        | Modalità   |
| ---------------- | ---------------------- | -------- | ---------- |
| P                | Pamela Tajonar         | Logroño  | definitivo |
| D                | Stefanie van der Gragt | Ajax     | definitivo |
| A                | Arola Aparicio         | Eibar    | definitivo |
| A                | Candela Andújar        | Valencia | definitivo |
| A                | Carla Armengol         | Siviglia | prestito   |
| A                | Claudia Pina           | Siviglia | prestito   |
| Altre operazioni |                        |          |            |
| R.               | Nome                   | a        | Modalità   |
|                  |                        |          |            |

## Risultati

### Primera División

#### Girone di andata
| Arbitro: | Marta Frías Acedo |

|  |           |                                                            |
|  | Marcatori | 19’ Guijarro 55’ (aut.) Rodríguez 66’ Martens 75’ Putellas |

| Arbitro: | Paola Cebollada López |

|                                                                         |           |  |
| Martens 5’ Graham Hansen 17’ Losada 20’ Putellas 81’ Bonmatí 42’, 90+2’ | Marcatori |  |

| Arbitro: | Maria Eugenia Gil Soriano |

|  |           |                                                                                  |
|  | Marcatori | 5’ Oshoala 8’ Hamraoui 39’ Putellas 55’ Caldentey 76’ Graham Hansen 78’ Vilamala |

| Arbitro: | Maria Romero Navarro |

|  |           |                                                                        |
|  | Marcatori | 16’ Bonmatí 27’ Caldentey 47’ Oshoala 80’ (aut.) McCormick 88’ Hermoso |

| Arbitro: | Arantza Gallastegui Perez |

|                                                                      |           |  |
| Hermoso 4’ Putellas 11’, 40’ Oshoala 15’, 59’ León 73’ Bonmatí 90+1’ | Marcatori |  |

| Arbitro: | María Dolores Martínez Madrona |

|  |           |                                    |
|  | Marcatori | 36’, 66’ Graham Hansen 86’ Hermoso |

| Arbitro: | Agata Gonzalez Rodriguez |

|                                             |           |  |
| Guijarro 30’ Hermoso 34’ (rig.) Martens 84’ | Marcatori |  |

| Arbitro: | Xiomara Garcia |

|  |           |                                       |
|  | Marcatori | 25’ Serrano 66’ Caldentey 87’ Hermoso |

| Arbitro: | Elena Contreras Patiño |

|                                                                       |           |            |
| Ouahabi 16’ Rábano 41’ (aut.) Putellas 77’ Torrejón 82’ Caldentey 84’ | Marcatori | 32’ García |

| Arbitro: | Martinez Martinez |

|                                                                           |           |  |
| Hermoso 3’, 28’, 34’, 45’ Martens 10’, 15’, 25’ Mariona 45+2’ Oshoala 81’ | Marcatori |  |

| Arbitro: | Frías Acedo |

|  |           |                                                               |
|  | Marcatori | 1’, 27’ Mariona 34’ Graham 38’, 44’, 74’ Oshoala 55’ Torrejón |

| Arbitro: | Arregui Gamir |

|                                                               |           |  |
| Alexia 10’ Hermoso 18’ Graham 44’ Oshoala 66’ Aitana 73’, 76’ | Marcatori |  |

| Arbitro: | Espinosa Ríos |

|            |           |                                                           |
| Merino 64’ | Marcatori | 20’, 24’ Hermoso 26’, 49’ Oshoala 34’ Aitana 77’ Torrejón |

| Arbitro: | Gil Soriano |

|                                                                  |           |  |
| Alexia 45’ Torrejón 49’ Melanie 54’ Martens 72’ Crnogorčević 84’ | Marcatori |  |

| Arbitro: | Romero Navarro |

|  |           |                |
|  | Marcatori | 31’, 83’ Bruna |

| Arbitro: | Dolores Martínez |

|                                                          |           |          |
| Hermoso 13’, 25’ Alexia 29’ Martens 71’ Bruna 85’, 90+1’ | Marcatori | 8’ Pisco |

| Arbitro: | Casal Fernández |

|  |           |                                            |
|  | Marcatori | 22’ Patri 33’ Berta 60’ Oshoala 80’ Alexia |

#### Girone di ritorno
| Arbitro: | María Martínez |

|                                         |           |             |
| Alexia 14’ Hermoso 23’ Oshoala 37’, 70’ | Marcatori | 81’ Carmona |

| Arbitro: | González Sánchez |

|  |           |                         |
|  | Marcatori | 23’ Losada 54’ Hamraoui |

| Arbitro: | Frías Acedo |

|                                                                       |           |  |
| María León 9’ Alexia 11’ Aitana 55’ Hermoso 66’, 82’ (rig.) Patri 74’ | Marcatori |  |

| Arbitro: | Casal Fernández |

|  |           |                                 |
|  | Marcatori | 8’ Alexia 47’ Hermoso 72’ Patri |

| Arbitro: | Arregui Gamir |

|                                                        |           |  |
| Alexia 7’ (rig.) Graham 25’, 90’ Oshoala 29’ Patri 44’ | Marcatori |  |

| Arbitro: | Cebollada López |

|  |           |                                                       |
|  | Marcatori | 14’ Crnogorčević 31’ Oshoala 55’ Hamraoui 88’ Martens |

| Arbitro: | Romero Navarro |

|  |           |                                         |
|  | Marcatori | 47’ Torrejón 53’, 60’ Martens 80’ Bruna |

| Arbitro: | Gil Soriano |

|                                                                                 |           |               |
| Torrejón 4’ Losada 20’ Mariona 35’ Melanie 50’ Bruna 60’ Aitana 81’ Hermoso 85’ | Marcatori | 90+3’ Redondo |

| Arbitro: | Cebollada López |

| |           |  |
| María León 9’ Villegas 18’ (aut.) Alexia 30’, 33’, 56’ Hermoso 38’, 91’ Iris 41’ (aut.) Torrejón 45’ | Marcatori |  |

| Arbitro: | Frias Acedo |

|                                         |           |                                    |
| Sampedro 12’ Laurent 58’, 67’ Deyna 79’ | Marcatori | 18’ Bruna 36’ Oshoala 75’ Torrejón |

| Arbitro: | Casal Fernandez |

|                                                                       |           |  |
| Hermoso 4’, 35’, 51’ Martens 13’, 25’ Bruna 43’, 64’ Crnogorčević 86’ | Marcatori |  |

| Arbitro: | González González |

|  |           |           |
|  | Marcatori | 37’ Bruna |

| Arbitro: | Díaz Garcia |

|                                                               |           |  |
| Martens 21’ Hermoso 29’ Aitana 64’ Oshoala 87’ Torrejón 90+3’ | Marcatori |  |

| Arbitro: | Espinosa Ríos |

|                                   |           |                                         |
| Baudet 17’ (rig.) Szymanowski 27’ | Marcatori | 5’ Crnogorčević 38’ Patri 90+3’ Mariona |

| Arbitro: | Cuesta Arribas |

|                                 |           |                       |
| Bruna 2’ Torrejón 64’ Patri 73’ | Marcatori | 1’ Priscila 38’ Ohale |

| Arbitro: | Barragan Gaspar |

|               |           |                                   |
| Eizagirre 14’ | Marcatori | 50’, 80’, 89’ Hermoso 75’ Martens |

| Arbitro: | Peláez Arnillas |

|                                                                                 |           |             |
| Mariona 17’, 28’, 53’, 81’ Alexia 22’ Hermoso 23’, 27’, 42’ Codina 90+2’ (rig.) | Marcatori | 45+2’ Arola |

### Coppa della Regina
| Arbitro: | Beatriz Arregui Gamir |

|          |           |                                                           |
| Pina 13’ | Marcatori | 26’ Caldentey 47’ Losada 48’ Putellas 90+4’ Graham Hansen |

| Arbitro: | María Eugenia Gil |

|  |           |                                             |
|  | Marcatori | 16’ 69’ Putellas 51’ Vilamala 66’ Caldentey |

| Arbitro: | María Martínez |

|                                           |           |                        |
| 5’ Guijarro 20’ 73’ Putellas 29’ Torrejón | Marcatori | 59’ Redondo 67’ Banini |

### Women's Champions League
| Arbitro: | Olga Zadinová |

|           |           |                                                              |
| Smits 89’ | Marcatori | 4’ Hermoso 45+1’ (aut.) van den Berg 66’ Oshoala 75’ Martens |

| Arbitro: | Ivana Projkovska |

|                                        |           |           |
| Graham Hansen 4’, 61’ Martens 41’, 75’ | Marcatori | 90’ Smits |

| Arbitro: | Shona Shukrula |

|                                    |           |  |
| Hermoso 12’, 18’, 57’ Putellas 82’ | Marcatori |  |

| Arbitro: | Lorraine Watson |

|  |           |                                                                |
|  | Marcatori | 36’, 49’ Bonmatí 55’ (rig.) Caldentey 78’ Oshoala 86’ Torrejón |

| Arbitro: | Tess Olofsson |

|                                              |           |  |
| Oshoala 35’ Caldentey 53’ (rig.) Hermoso 86’ | Marcatori |  |

| Arbitro: | Monika Mularczyk |

|                             |           |             |
| Beckie 20’ Mewis 68’ (rig.) | Marcatori | 59’ Oshoala |

| Arbitro: | Olga Zadinová |

|          |           |             |
| Cook 21’ | Marcatori | 13’ Hermoso |

| Arbitro: | Anastasija Pustovojtova |

|                 |           |            |
| Martens 8’, 31’ | Marcatori | 34’ Katoto |

| Arbitro: | Riem Hussein |

|  |           |                                                                     |
|  | Marcatori | 1’ (aut.) Leupolz 14’ (rig.) Putellas 21’ Bonmatí 36’ Graham Hansen |

### Supercoppa spagnola
| Arbitro: | Olatz Rivera Olmedo |

|                                              |                      |                                    |
| Van Dongen 67’ (rig.)                        | Marcatori            | 90’ Putellas                       |
| Diallo Castellanos van Dongen Laurent Guagni | Tiri di rigore 3 – 1 | Hermoso Caldentey Serrano Torrejón |

## Statistiche

### Statistiche di squadra
| Competizione             | Punti | In casa | In casa | In casa | In casa | In casa | In casa | In trasferta | In trasferta | In trasferta | In trasferta | In trasferta | In trasferta | Totale | Totale | Totale | Totale | Totale | Totale | DR   |
| Competizione             | Punti | G       | V       | N       | P       | Gf      | Gs      | G            | V            | N            | P            | Gf           | Gs           | G      | V      | N      | P      | Gf     | Gs     | DR   |
| ------------------------ | ----- | ------- | ------- | ------- | ------- | ------- | ------- | ------------ | ------------ | ------------ | ------------ | ------------ | ------------ | ------ | ------ | ------ | ------ | ------ | ------ | ---- |
| Primera División         | 99    | 17      | 17      | 0       | 0       | 103     | 7       | 17           | 16           | 0            | 1            | 64           | 8            | 34     | 33     | 0      | 1      | 167    | 15     | +152 |
| Coppa della Regina       | -     | 1       | 1       | 0       | 0       | 4       | 2       | 2            | 2            | 0            | 0            | 8            | 1            | 3      | 3      | 0      | 0      | 12     | 3      | +9   |
| Women's Champions League | -     | 4       | 4       | 0       | 0       | 13      | 2       | 5            | 3            | 1            | 1            | 15           | 4            | 9      | 7      | 1      | 1      | 28     | 6      | +22  |
| Supercoppa spagnola      | -     | -       | -       | -       | -       | -       | -       | 1            | 0            | 1            | 0            | 1            | 1            | 1      | 0      | 1      | 0      | 1      | 1      | 0    |
| Totale                   | -     | 22      | 22      | 0       | 0       | 120     | 11      | 25           | 21           | 2            | 2            | 88           | 14           | 47     | 43     | 2      | 2      | 208    | 25     | +183 |

### Andamento in campionato
| Giornata  | 1 | 2 | 3 | 4 | 5 | 6 | 7 | 8 | 9 | 10 | 11 | 12 | 13 | 14 | 15 | 16 | 17 | 18 | 19 | 20 | 21 | 22 | 23 | 24 | 25 | 26 | 27 | 28 | 29 | 30 | 31 | 32 | 33 | 34 |
| --------- | - | - | - | - | - | - | - | - | - | -- | -- | -- | -- | -- | -- | -- | -- | -- | -- | -- | -- | -- | -- | -- | -- | -- | -- | -- | -- | -- | -- | -- | -- | -- |
| Luogo     | T | C | T | T | C | T | C | T | C | C  | T  | C  | T  | C  | T  | C  | T  | C  | T  | C  | T  | C  | T  | T  | C  | C  | T  | C  | T  | C  | T  | C  | T  | C  |
| Risultato | V | V | V | V | V | V | V | V | V | V  | V  | V  | V  | V  | V  | V  | V  | V  | V  | V  | V  | V  | V  | V  | V  | V  | P  | V  | V  | V  | V  | V  | V  | V  |
| Posizione | 1 | 1 | 1 | 1 | 2 | 3 | 2 | 3 | 3 | 2  | 3  | 1  | 1  | 1  | 1  | 1  | 1  | 1  | 1  | 1  | 1  | 1  | 1  | 1  | 1  | 1  | 1  | 1  | 1  | 1  | 1  | 1  | 1  | 1  |

Legenda:

Luogo: C = Casa; T = Trasferta. Risultato: V = Vittoria; N = Pareggio; P = Sconfitta.

### Statistiche delle giocatrici
Sono in corsivo le giocatrici che hanno lasciato il club a stagione in corso.
| Giocatore         | Primera División | Primera División | Primera División | Primera División | Coppa della Regina | Coppa della Regina | Coppa della Regina | Coppa della Regina | Supercoppa spagnola | Supercoppa spagnola | Supercoppa spagnola | Supercoppa spagnola | UEFA Champions League | UEFA Champions League | UEFA Champions League | UEFA Champions League | Totale   | Totale | Totale      | Totale     |
| Giocatore         | Presenze         | Reti             | Ammonizioni      | Espulsioni       | Presenze           | Reti               | Ammonizioni        | Espulsioni         | Presenze            | Reti                | Ammonizioni         | Espulsioni          | Presenze              | Reti                  | Ammonizioni           | Espulsioni            | Presenze | Reti   | Ammonizioni | Espulsioni |
| ----------------- | ---------------- | ---------------- | ---------------- | ---------------- | ------------------ | ------------------ | ------------------ | ------------------ | ------------------- | ------------------- | ------------------- | ------------------- | --------------------- | --------------------- | --------------------- | --------------------- | -------- | ------ | ----------- | ---------- |
| J. Bartel         | 1                | 0                | 0                | 0                | -                  | -                  | -                  | -                  | -                   | -                   | -                   | -                   | -                     | -                     | -                     | -                     | 1        | 0      | 0           | 0          |
| A. Bonmatí        | 31               | 10               | 1                | 0                | 2                  | 0                  | 0                  | 0                  | 1                   | 0                   | 0                   | 0                   | 9                     | 3                     | 0                     | 0                     | 43       | 13     | 1           | 0          |
| B. Bou Salas      | 1                | 1                | 0                | 0                | -                  | -                  | -                  | -                  | -                   | -                   | -                   | -                   | -                     | -                     | -                     | -                     | 1        | 1      | 0           | 0          |
| M. Caldentey      | 34               | 13               | 1                | 0                | 3                  | 2                  | 0                  | 0                  | 1                   | 0                   | 0                   | 0                   | 9                     | 2                     | 1                     | 0                     | 47       | 17     | 2           | 0          |
| L. Codina         | 12               | 1                | 2                | 0                | 2                  | 0                  | 0                  | 0                  | 0                   | 0                   | 0                   | 0                   | 0                     | 0                     | 0                     | 0                     | 14       | 1      | 2           | 0          |
| C. Coll           | 7                | -1               | 2                | 0                | 3                  | -3                 | 0                  | 0                  | 0                   | 0                   | 0                   | 0                   | 1                     | -1                    | 0                     | 0                     | 11       | -5     | 2           | 0          |
| A-M. Crnogorčević | 27               | 4                | 0                | 0                | 2                  | 0                  | 0                  | 0                  | 1                   | 0                   | 0                   | 0                   | 5                     | 0                     | 0                     | 0                     | 35       | 4      | 0           | 0          |
| A. Falcón         | 8                | 1                | 2                | 0                | -                  | -                  | -                  | -                  | 0                   | 0                   | 0                   | 0                   | 2                     | 0                     | 0                     | 0                     | 10       | 1      | 2           | 0          |
| J. Fernández      | 16               | 0                | 1                | 0                | 1                  | 0                  | 0                  | 0                  | -                   | -                   | -                   | -                   | 3                     | 0                     | 0                     | 0                     | 20       | 0      | 1           | 0          |
| G. Font           | 4                | -2               | 0                | 0                | 0                  | 0                  | 0                  | 0                  | 0                   | 0                   | 0                   | 0                   | 1                     | 0                     | 0                     | 0                     | 5        | -2     | 0           | 0          |
| L. Martens        | 25               | 15               | 3                | 0                | 3                  | 0                  | 0                  | 0                  | -                   | -                   | -                   | -                   | 8                     | 5                     | 0                     | 0                     | 36       | 20     | 3           | 0          |